# Pakistan Cricket Board
Der Pakistan Cricket Board (PCB; Urdu پاکستان کرکٹ بورڈ) ist der nationale Dachverband für Cricket in Pakistan. Der im Jahr 1949 gegründete Verband hat sein Hauptquartier im Gaddafi Stadium, Lahore. Seit 1952 vertritt er Pakistan beim Weltverband International Cricket Council (ICC) als Vollmitglied und seit 1983 beim Kontinentalverband Asian Cricket Council (ACC).

## Geschichte
Der PCB wurde am 1. Mai 1949 als Board of Cricket Control Pakistan (B.C.C.P.) gegründet. Zu Beginn hatte der Verband drei Mitglieder, den Parsen KR Collector, den Christen Alvin Robert Cornelius und den Muslim Nawab of Mamdot. Am 28. Juli 1952 wurde es auf Empfehlung Indiens bei einer Vollversammlung der Imperial Cricket Conference (heute International Cricket Council, ICC) im Londoner Lord’s zum Vollmitglied erhoben, was der pakistanischen Nationalmannschaft die Möglichkeit der Austragung von Test-Cricket-Spielen gab. Der Vorsitzende ist Ehsan Mani.

## Aufgabe

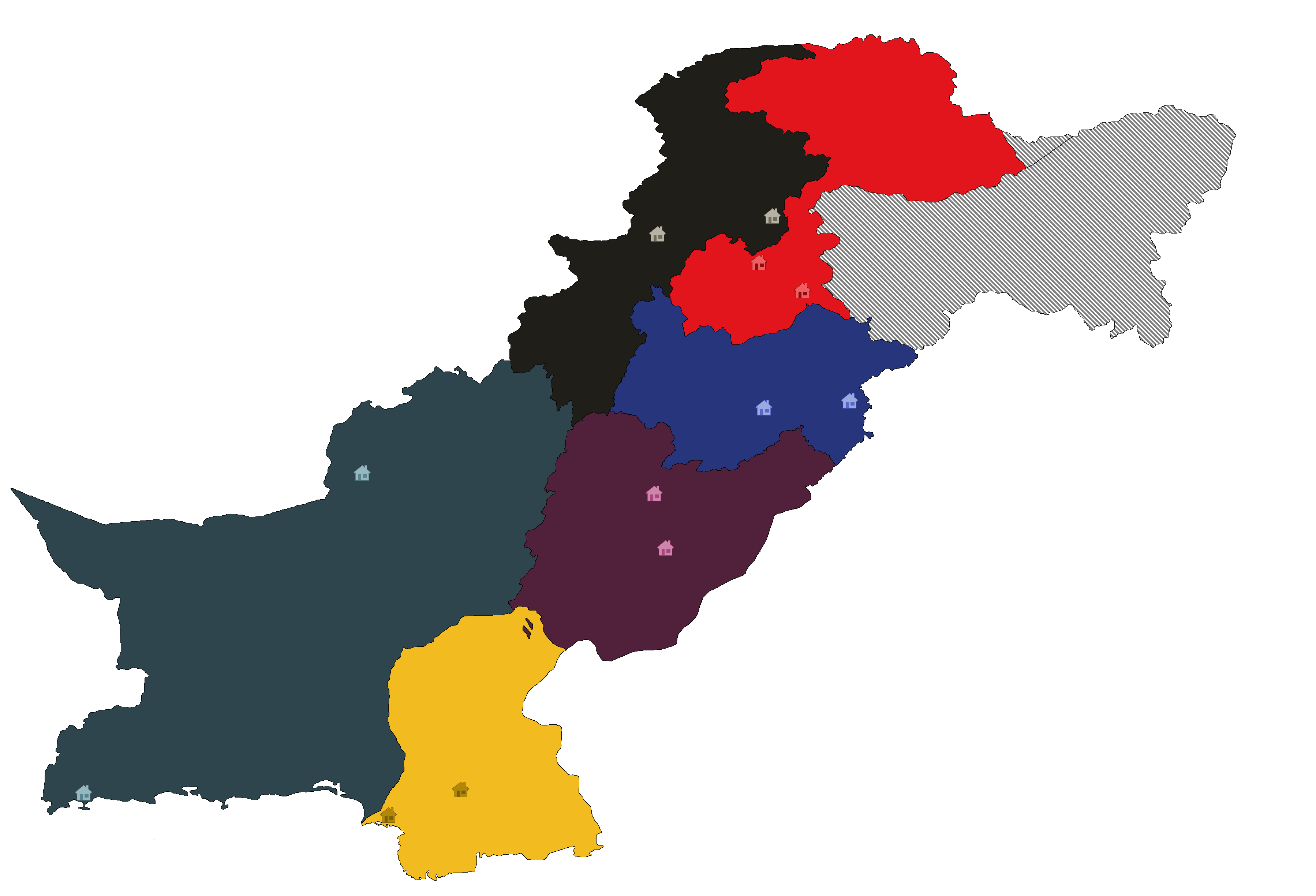
Provinzteams der Regionalverbände Pakistans

Der Pakistan Cricket Board stellt die Pakistan vertretenden Cricket-Nationalmannschaften, einschließlich der für die Männer, Frauen und Jugend, zusammen. Der Verband ist außerdem verantwortlich für die Durchführung von Test-, ODI- und T20I-Serien gegen andere Nationalmannschaften sowie die Organisation von Heimspielen und -turnieren. Neben der Aufstellung des Teams ist er verantwortlich für den Kartenverkauf, der Gewinnung von Sponsoren und der Vermarktung der Medienrechte.
Daneben organisiert der Verband das Kinder- und Jugend-Cricket in Pakistan. Wie andere Cricketnationen verfügt Pakistan über U-19-Nationalmannschaften für Jungen und Mädchen, die an den entsprechenden Weltmeisterschaften (Jungen und Mädchen) teilnehmen.
Der Verband organisiert auch den nationalen Spielbetrieb. So betreibt er mit der Pakistan Super League eine kommerzielle Franchise-Liga. Darüber hinaus organisiert er die traditionsreiche Quaid-e-Azam Trophy, den Pakistan Cup und den National Twenty20 Cup.
Der Pakistan Cricket Board richtet auch regelmäßig internationale Turniere aus. So war er bereits Gastgeber wichtiger Turniere wie des Cricket World Cup 1987 (zusammen mit Indien), des Cricket World Cup 1996 (zusammen mit Indien und Sri Lanka) und der Champions Trophy 2025 (zusammen mit den Vereinigten Arabischen Emiraten).

## Logo
Pakistans Mannschaftslogo zeigt einen Stern, für gewöhnlich in den Farben Gold oder Grün, mit dem Schriftzug „Pakistan“ (پاکِستان) in der Nationalsprache Pakistans Urdu in der Mitte.